# Rezerwat przyrody Koryciny
Rezerwat przyrody Koryciny – leśny rezerwat przyrody położony na terenie gminy Grodzisk w województwie podlaskim. Obejmuje kompleks lasów grabowo-dębowych na Wysoczyźnie Drohiczyńskiej. Chroni naturalne grądy typowe i wilgotne z rzadkimi gatunkami roślin np. miodunką miękkowłosą, turówką leśną i fiołkiem przedziwnym. Obszar rezerwatu jest objęty ochroną czynną.
Rezerwat przyrody „Koryciny” utworzony został Zarządzeniem Ministra Leśnictwa i Przemysłu Drzewnego z dnia 26 marca 1975 roku, wtedy powierzchnia obiektu wynosiła 89,06 ha. Powierzchnia rezerwatu na podstawie późniejszych pomiarów została zaktualizowana i zgodnie z Zarządzeniem Regionalnego Dyrektora Ochrony Środowiska w Białymstoku wynosi 87,72 ha. Położony jest w leśnictwie Wdowin Nadleśnictwa Rudka. Celem założenia rezerwatu było zachowanie fragmentu naturalnego starodrzewu dębowego, zachowanie naturalnych i zbliżonych do naturalnych ekosystemów lasu grądowego z pomnikowym drzewostanem dębowym.
Głównymi składnikami drzewostanu są dąb szypułkowy i grab pospolity. Domieszkę stanowią: brzoza brodawkowata, topola osika i świerk pospolity oraz sporadycznie kilka innych gatunków. Łącznie na terenie rezerwatu występuje 15 gatunków drzew i 11 gatunków krzewów. Charakterystyczna jest regeneracja lipy wytępionej tu przed laty w wyniku nadmiernego użytkowania jej łyka na wyrób sprzętów domowych, sznurów i obuwia. W północnej i południowej części rezerwatu dęby osiągają średnicę 107 cm i wysokość 30 m. Ogółem na terenie rezerwatu jest 15 dębów o średnicy pnia ponad 100 cm.
Na terenie rezerwatu rośnie dąb „Radosław”. Wiek dębu szacowany jest na 460 lat. Wysokość drzewa wynosi 35 m, obwód to 726 cm. Należy on do najwyższych dębów będącymi pomnikami przyrody na Podlasiu.
W części środkowej rezerwatu w wielu miejscach występują ślady użytkowania rolniczego pochodzące najprawdopodobniej z przełomu XVIII i XIX wieku.
Głównym typem zbiorowiska leśnego na terenie rezerwatu jest zespół grądu miodownikowego Melitti-Carpinetum. W południowej i północnej części rezerwatu, w miejscach obniżonych wzdłuż cieków występuje zespół grądu subkontynentalnego Tilio-Carpinetum zróżnicowany na dwa podzespoły: typowy Tilio-Carpinetum typicum i wilgotny T.-C. stachyetosum, ewentualnie poza typowym wyróżniono tu grąd czyśćcowy i trzcinnikowy. Zróżnicowanie typów siedliskowych rezerwatu: las świeży, las mieszany świeży i las wilgotny.
Znajduje się tu ponad 70 gatunków roślin.
Spośród gatunków podlegających ochronie na terenie rezerwatu występują: wawrzynek wilczełyko Daphne mezereum, gnieźnik leśny Neottia nidus-avis, podkolan biały Platanthera bifolia, widłak goździsty Lycopodium clavatum, widłak jałowcowaty L. annotinum. Z innych rzadkich gatunków wymienić należy: miodunkę miękkowłosą Pulmonaria mollissima, gorysza sinego Peucedanum cervaria, fiołka przedziwnego Viola mirabilis, turówkę leśną Hierochloë australis. Na terenie rezerwatu zlokalizowano ścieżkę edukacyjną „Dębowy las” oraz Ośrodek Edukacji Leśnej „Dąbek”.
W rezerwacie stwierdzono występowanie 37 gatunków ptaków, wśród nich wszystkie występujące w kraju muchołówki: żałobna, szara, mała, białoszyja oraz cztery gatunki dzięciołów: duży, średni, czarny i dzięciołek.